# 不完全変態

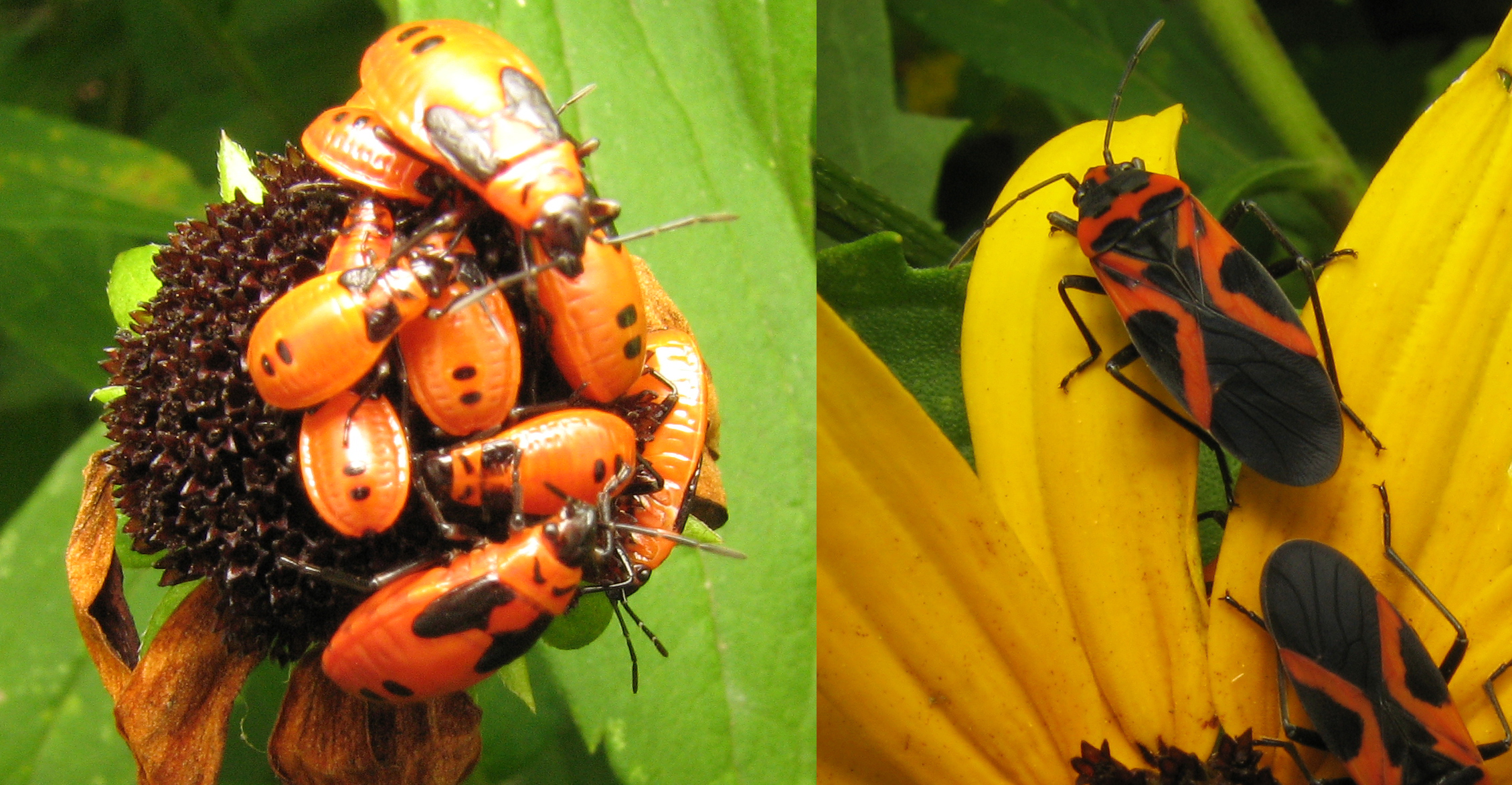
カメムシの一種の幼虫（若虫）と成虫

不完全変態（ふかんぜんへんたい）（英：hemimetabolism / hemimetaboly / paurometabolism）は、昆虫の発達様式で、卵→幼虫（若虫）→成虫という段階で成長する変態様式のことで、蛹はない。幼虫は成虫と同じ形で、脱皮する毎に大きくなる。そのため、不完全変態をするグループの幼虫は若虫（ニンフ）と呼ばれる。ただし若虫には翅がなく、外骨格も薄く、生殖能力はない。不完全変態の昆虫は、成虫になるとそれ以上脱皮しない。この点で無変態とは異なる。

## 不完全変態をする目
完全変態昆虫を除く有翅昆虫は不完全変態する。
- カメムシ目 - カメムシ、セミ、アブラムシ
- バッタ目 - バッタ、コオロギ、キリギリス
- カマキリ目 - カマキリ
- ゴキブリ目 – ゴキブリ、シロアリ
- ハサミムシ目 – ハサミムシ
- トンボ目 – トンボ
- ナナフシ目 – ナナフシ
- 咀顎目 – シラミ、チャタテムシ
- カゲロウ目
- カワゲラ目
- カカトアルキ目
- ガロアムシ目